# Żabia Wola (gmina)
Żabia Wola est une gmina rurale (gmina wiejska) du powiat de Grodzisk Mazowiecki dans la Voïvodie de Mazovie, dans le centre-est de la Pologne.
Son siège administratif est le village de Żabia Wola, qui se situe environ 9 kilomètres au sud-est de Grodzisk Mazowiecki et 31 kilomètres au sud-ouest de Varsovie.
La gmina couvre une superficie de 105,61 km2 pour une population de 6 347 habitants en 2006.

## Histoire
De 1975 à 1998, la gmina est attachée administrativement à la voïvodie de Skierniewice. Depuis 1999, elle fait partie de la voïvodie de Mazovie.

## Géographie
La gmina inclut les villages de :
- Bartoszówka
- Bieniewiec
- Bolesławek
- Ciepłe
- Ciepłe Pierwsze
- Grzegorzewice
- Grzmiąca
- Grzymek
- Huta Żabiowolska
- Jastrzębnik
- Józefina
- Kaleń
- Kaleń-Towarzystwo
- Lasek
- Lisówek
- Musuły
- Nowa Bukówka
- Oddział
- Ojrzanów
- Ojrzanów-Towarzystwo
- Osowiec
- Petrykozy
- Pieńki Słubickie
- Pieńki Zarębskie
- Piotrkowice
- Przeszkoda
- Redlanka
- Rumianka
- Siestrzeń
- Skuły
- Słubica A
- Słubica B
- Słubica Dobra
- Słubica-Wieś
- Stara Bukówka
- Władysławów
- Wycinki Osowskie
- Żabia Wola
- Zalesie
- Zaręby
- Żelechów

### Gminy voisines
La gmina de Żabia Wola est voisine des gminy suivantes :
- Grodzisk Mazowiecki
- Mszczonów
- Nadarzyn
- Pniewy
- Radziejowice
- Tarczyn

## Structure du terrain
D'après les données de 2005, la superficie de la commune de Gostynin est de 105,61 km², répartis comme tel :
- terres agricoles : 70 %
- forêts : 22 %

La commune représente 28,79 % de la superficie du powiat.

## Démographie
Données du 30 juin 2004 :
| description        | Total  | Total | Femmes | Femmes | Hommes | Hommes |
| ------------------ | ------ | ----- | ------ | ------ | ------ | ------ |
| Unité              | Nombre | %     | Nombre | %      | Nombre | %      |
| population         | 6 168  | 100   | 3 107  | 50,4   | 3 061  | 49,6   |
| Densité (hab./km²) | 58,4   | 58,4  | 29,4   | 29,4   | 29     | 29     |